# Tommaso di Cantilupe
Tommaso di Cantilupe (1218 circa – Montefiascone, 25 agosto 1282) fu lord cancelliere d'Inghilterra e vescovo di Hereford. Fu proclamato santo da papa Giovanni XXII nel 1320.

## Biografia
Appartenente ai de Cantilupe, una nobile famiglia di origine normanna, era figlio di Guglielmo, II barone di Cantilupe. La sua educazione fu curata dallo zio Gualtieri di Cantilupe, vescovo di Worcester; studiò a Parigi dove nel 1245 ottenne il titolo di magister artium e, entrato nello stato ecclesiastico, nel 1255 divenne docente di diritto canonico all'università di Oxford: fu anche cancelliere dell'università dal 1261 al 1263 e nuovamente tra il 1273 e il 1274.
Beneficiò di numerose prebende (fu arcidiacono di Stafford) e nel 1265 fu nominato lord cancelliere con l'appoggio di Simone V di Montfort, ma fu privato della carica dopo il ritorno al potere di Enrico III e dovette esulare in Francia.
Rientrato in patria, tornò a dedicarsi all'insegnamento a Oxford e il 15 giugno 1275 fu eletto vescovo di Hereford. Fu consacrato l'8 settembre successivo. Il suo episcopato si distinse per la lotta contro i laici e gli ecclesiastici che avevano usurpato i beni della diocesi.
L'Arcivescovo di Canterbury, Robert Kilwardby, era anche suo amico; ma dopo la morte di Kilwardby nel 1279 entrò in conflitto con il suo successore Giovanni Peckham, arcivescovo di Canterbury, che lo scomunicò. Tommaso si recò allora a Orvieto, dove fu ricevuto e assolto da papa Martino IV, ma sulla via del ritorno cadde malato e morì nel percorso da Ferento a Montefiascone.

## Culto
Il suo cuore fu inviato a Edmondo Plantageneto, II conte di Cornovaglia, che lo fece seppellire a Ashridge; le sue ossa furono deposte nel transetto nord della Cattedrale di Hereford.
Il vescovo Swinfield presentò petizioni per la sua canonizzazione nel 1290 e nel 1299; una nuova petizione fu presentata da Edoardo I nel 1305 e nel 1307 fu organizzata una commissione di inchiesta, durata 13 anni. Fu canonizzato da papa Giovanni XXII il 17 aprile 1320. 
Il 25 ottobre 1349 le sue reliquie furono traslate nella cappella della Vergine e la sua tomba divenne uno delle principali mete di pellegrinaggio d'Inghilterra.
Il suo elogio si legge nel Martirologio romano al 25 agosto. È menzionato come segue: Presso Montefiascone nel Lazio, transito di san Tommaso Cantelupe, vescovo di Hereford in Inghilterra, che, uomo di insigne cultura, si mostro severo con sé stesso e generoso benefattore con i poveri.